# Шевченко, Михаил Евгеньевич
Михаил Евгеньевич Шевченко (1906, Иллирия, Екатеринославская губерния — 1967, Одесса) — советский государственный и политический деятель. Член ВКП(б) с 1928 года. Депутат Верховного Совета Украинской ССР I-го созыва. Глава оргкомитета по организации Ворошиловградской области (1938—1940). Председатель Исполнительного комитета Ворошиловградского областного Совета (1940—1942).

## Биография
Михаил Шевченко родился в 1906 году в селе Иллирия Славяносербского уезда в крестьянской семье.
С 1928 года — член ВКП(б).
С 1925 года работал на Алчевском металлургическом комбинате на должностях: помощника машиниста, машиниста заводского крана, замнач. цеха, парторгом мартеновского, механического, доменного цехов, парторгом завода (1934).
В 1935—1938 секретарь Алчевского городского комитета ВКП(б).
В июне 1938 года Шевченко становится заместителем главы оргкомитета по организации Ворошиловградской области — по указу Президиума Верховного Совета УССР Пётр Иванович Богиня назначен главой оргкомитета, а Михаил Евгеньевич Шевченко его заместителем.
Вскоре Петра Ивановича репрессировали, и Михаил Шевченко стал руководителем оргкомитета по созданию области. На этой должности Михаил Евгеньевич проработал до 1940 года.
После создания области — 7 января 1940 года Михаил Шевченко избран председателем Исполнительного комитета Ворошиловградского областного Совета.
В 1942 году область оккупировали немецкие войска, поэтому Михаил Евгеньевич прекратил работу в областном совете.
С 1942 года Шевченко работал в Совет народных комиссаров УССР.
В это же время с 1938 года по 1947 год является депутатом Верховного Совета Украинской ССР I-го созыва. После войны был на партийной и советской работе в разных областях Украинской ССР.
С 1961 года на пенсии. Награжден орденами Ленина, Трудового Красного Знамени, медалью «За доблестный труд в ВОВ».
Умер в 1967 году в г. Одесса, УССР.

## Награды
7 февраля 1939 года за перевыполнение планов в сельском хозяйстве получил орден Ленина.